# Leptosphaeria tamaricis
Leptosphaeria tamaricis är en svampart som först beskrevs av Robert Kaye Greville, och fick sitt nu gällande namn av Pier Andrea Saccardo 1883. Leptosphaeria tamaricis ingår i släktet Leptosphaeria och familjen Leptosphaeriaceae.   Inga underarter finns listade i Catalogue of Life.